# (30483) 2000 OG52
2000 أو جي 52 (ويعرف أيضًا باسم (30483) 2000 أو جي 52 وفق تسمية الكوكب الصغير) (بالإنجليزية: 2000 OG52)‏ هو كويكب ضمن حزام الكويكبات؛ وترتيبه 30483 من حيث الاكتشاف.
اكتُشف هذا الجُرم الفلكي بواسطة مرصد لويل للبحث عن الأجرام القريبة من الأرض في 24 يوليو 2000.

## وصلات خارجية
- (30483) 2000 OG52 في قاعدة بيانات مختبر الدفع النفاث لأجرام النظام الشمسي الصغيرة

- الاكتشاف · مخطط المدار ·  العناصر المدارية · المعلمات المادية

- (30483) 2000 OG52 على موقع ويكي سكاي: DSS2, SDSS, GALEX, IRAS, Hydrogen α, X-Ray, Astrophoto, Sky Map, Articles and images